# Paulie
Paulie is een Amerikaanse familiefilm uit 1998.

## Rolverdeling
| Acteur                | Personage                   |
| --------------------- | --------------------------- |
| Gena Rowlands         | Ivy                         |
| Tony Shalhoub         | Misha                       |
| Cheech Marin          | Ignacio                     |
| Bruce Davison         | Dr. Reingold                |
| Trini Alvarado        | Adult Marie                 |
| Jay Mohr              | de stem van Paulie en Benny |
| Buddy Hackett         | Artie                       |
| Hallie Kate Eisenberg | Marie                       |
| Matt Craven           | Warren                      |
| Bill Cobbs            | Virgil                      |
| Tia Texada            | Ruby en de stem van Lupe    |
| Laura Harrington      | Lila                        |